# Leptogium crispatellum
Leptogium crispatellum är en lavart som beskrevs av Nyl. Leptogium crispatellum ingår i släktet Leptogium och familjen Collemataceae.   Inga underarter finns listade i Catalogue of Life.